# Cigán (film)
Cigán je slovensko-český film z roku 2011 režiséra Martina Šulíka o čtrnáctiletém romském klukovi z osady, kterému zabijí otce.

## Výroba
Původním režisérovým záměrem bylo natočit variaci na Hamleta v romské osadě na Slovensku, to ale po návštěvě osady zavrhl a nechal se inspirovat reálnými tématy, přesto ve filmu zbytky této původní představy zůstaly. Film byl natočen přímo v osadě v Richnavě (okres Gelnica) s neherci, kteří prošli castingem, záměrně stranou od médií. Menší role hrají profesionální herci, také představitel faráře Attila Mokos je vystudovaný zkušený herec.
Téměř v celém filmu dialogy probíhají v romštině, do ní scénář přeložila Helena Akimová.

## Premiéra
Světovou premiéru měl film na festivalu v Karlových Varech. Slovenská premiéra filmu se odehrála v Richnavě na louce u romské osady.

## Obsazení
| Janko Mižigár        | Adam           |
| Miroslav Gulyas      | Žigo           |
| Atilla Mokos         | farář Michalko |
| Miroslava Jarábeková | Adamova matka  |
| Ivan Mirga           | Adamův otec    |
| Martin Hangurbadžo   | Marián         |
| Jakub Čonka          | Marek          |
| Matej Čonka          | Tibor          |
| Martina Kotlárová    | Julka          |
| Marie Oláhová        | matka Julky    |
| Patrik Badžo         | Andrej         |
| Zoltán Gabčo         | otec Julky     |
| Rebeka Poláková      | etnografka     |
| Lukáš Puchovský      | fotograf       |
| Anton Šulík          | zvukař         |
| Andrej Kováč         | železničář     |
| Pavol Korec          | lékař          |
| Cyril Mirga          | Vinco          |

## Ocenění
Na MFF v Karlových Varech získal film čtyři ocenění. 
Cenu Dona Quijota (Mezinárodní federace filmových klubů FICC), Cenu Europa Cinemas Labelu, zvláštní cenu poroty a zvláštní uznání pro herce Janka Mižigára. Hlasy slovenských akademiků vynesly filmu celkem 6 ocenění Slnko v sieti za nejlepší režii (Martin Šulík), kameru (Martin Šec), hudbu (Vladimír Godár), střih (Jiří Brožek), zvuk (Peter Mojžiš) a kostýmy (Katarína Hollá).

## Recenze
- Kamil Fila, Aktuálně.cz, 18. července 2011  [hhttps://magazin.aktualne.cz/kultura/film/recenze-cigan-manipuluje-divaky-a-budi-nevhodne-pocity/r~i:article:707073/]
- Ondřej Štindl, Lidovky.cz, 22. července 2011
- Michal Šobr, ČT24, 7. července 2011